# Paul Alo'o Efoulou
Pour les articles homonymes, voir Claudel.
Paul Claudel Alo'o Efoulou, né le 12 novembre 1983 à Yaoundé au Cameroun, est un footballeur camerounais, qui joue au poste d'attaquant. Il entraîne actuellement l'équipe réserve de l'US Raon-l'Étape en R2.

## Biographie
Après s'être distingué dans son lycée, il rejoint l'ASM Yaoundé, club de D2 au Cameroun. Enchaînant les buts, un recruteur le remarque et "Paulo" rejoint l'Europe.
Première étape : la Belgique, où Paulo signe à l'Excelsior Mouscron (D1 belge). Il y joue 12 matchs, marquant 1 but. Mais n'ayant pas assez de temps de jeu, il rejoint sur le tard le Racing CF (CFA, Colombes).
Il joue 23 matchs et marque 16 buts. Cette saison lui permet de se faire remarquer et ainsi de monter d'un niveau en rejoignant l'Entente Sannois St-Gratien (Val d'Oise, club de National). Il y trouve entre autres Jean-Claude M'Bouvmin, international camerounais, qui l'aida beaucoup à s'intégrer.
Paul Alo'o effectua trois saisons à l'Entente. Après une saison d'adaptation, où il s'est intégré de belle manière (5 buts pour 18 matchs), il a pris de la hauteur en 2005-2006 (8 buts pour 34 matchs). Lors de la saison 2006-2007 il se révèle en inscrivant 23 buts en 36 matchs permettant à l'Entente de se maintenir en National. À l'issue de la saison il s'engage alors avec Angers SCO, alors promu en Ligue 2.

### À Angers
C'est dans cette ligue qu'il explose, en s'imposant comme un des tout meilleurs avants-centres du championnat. Lors de la saison 2008-2009 Paulo a été un élément important de l'animation offensive du SCO. Il inscrit 12 buts et délivre 12 passes décisives terminant ainsi meilleur passeur de la saison.
Le 24 mai 2009 lors des Trophée UNFP il est élu meilleur joueur du championnat de France de Ligue 2, et il figure bien sûr dans l'équipe type de Ligue 2.

### À Nancy
Le 31 aout 2009, Alo'o Efoulou signe à l'AS Nancy-Lorraine.
Il s'est engagé pour 4 ans avec Nancy mais est quand même prêté au SCO jusqu'à la fin de la saison 2008/2009. Un choix payant puisqu'il affiche déjà à mi-mars 10 buts à son compteur en Ligue 2, et fut élu meilleur joueur de Ligue 2 du mois de janvier 2009.
 Le 15 juillet il inscrit son premier but sous les couleurs du club au chardon face à Bayonne (match de préparation). 4 jours plus tard, il réalise de nouveau une excellente prestation face à la Juventus.
Le 15 août 2009, Efoulou marque ses deux premiers buts en Ligue 1 lors de la victoire de Nancy contre Monaco (4-0).
Le 9 novembre 2011, il est prêté par l'ASNL au Havre jusqu'à la fin de la saison.

### Arabie saoudite puis Qatar
Il quitte l'AS Nancy-Lorraine au début de la saison 2013-2014 pour prendre la direction de Al Taawon en Arabie saoudite.
En mai 2016, il quitte l'Arabie saoudite et rejoint au Qatar le club d'Al-Sailiya Sports Club,.

### Martigues puis Amnéville
En août 2017, il rentre en France et signe au FC Martigues (National 2),.
En janvier 2019, il signe à Amnéville qui évolue dans la poule Grand Est en National 3,.
En septembre 2019, il devient entraîneur adjoint de Pascal Janin, toujours à Amnéville,.
En mai 2020, il est nommé entraineur de l'équipe B du FC Lunéville en R3,.
En Juillet 2022, quelques mois après avoir fondé la section Futsal de l'US Raon L'Étape au niveau R1, il est nommé entraîneur de l'équipe réserve en R2 Grand-Est.

### Équipe du Cameroun
Le 11 mars 2009 est annoncée sa première sélection en équipe nationale avec les Lions Indomptables contre le Togo à Accra le 28 mars 2009.
Le 2 juin 2013, il joue son dernier match international contre l'Ukraine (0-0).

## Statistiques
| Saison                | Club                  | Championnat           | Championnat | Championnat | Coupe nationale | Coupe nationale | Coupe de la Ligue | Coupe de la Ligue | Cameroun | Cameroun | Total | Total |
| Saison                | Club                  | Division              | M.          | B.          | M.              | B.              | M.                | B.                | M.       | B.       | M.    | B.    |
| 2002-2003             | Excelsior Mouscron    | Jupiler League        | 12          | 1           | -               | -               | -                 | -                 | -        | -        | 12    | 1     |
| Sous-total            | Sous-total            | Sous-total            | 12          | 1           | -               | -               | -                 | -                 | -        | -        | 12    | 1     |
| 2003-2004             | Racing Club Paris     | CFA                   | 23          | 16          | 1               | 0               | -                 | -                 | -        | -        | 24    | 16    |
| Sous-total            | Sous-total            | Sous-total            | 23          | 16          | 1               | 0               | -                 | -                 | -        | -        | 24    | 16    |
| 2004-2005             | Entente ESG           | National              | 16          | 5           | -               | -               | -                 | -                 | -        | -        | 16    | 5     |
| 2005-2006             | Entente ESG           | National              | 34          | 7           | 1               | 3               | -                 | -                 | -        | -        | 35    | 10    |
| 2006-2007             | Entente ESG           | National              | 37          | 23          | 3               | 4               | -                 | -                 | -        | -        | 40    | 27    |
| Sous-total            | Sous-total            | Sous-total            | 87          | 36          | 4               | 7               | -                 | -                 | -        | -        | 91    | 43    |
| 2007-2008             | SCO Angers            | Ligue 2               | 34          | 12          | 3               | 2               | -                 | -                 | -        | -        | 37    | 14    |
| 2008-2009             | SCO Angers (prêt)     | Ligue 2               | 35          | 12          | 1               | 0               | 1                 | 1                 | 3        | 0        | 40    | 13    |
| Sous-total            | Sous-total            | Sous-total            | 69          | 24          | 4               | 2               | 1                 | 1                 | 3        | 0        | 77    | 27    |
| 2009-2010             | AS Nancy-Lorraine     | Ligue 1               | 23          | 4           | 1               | 0               | -                 | -                 | 5        | 0        | 29    | 4     |
| 2010-2011             | AS Nancy-Lorraine     | Ligue 1               | 8           | 2           | -               | -               | -                 | -                 | -        | -        | 8     | 2     |
| 2011-2012             | AS Nancy-Lorraine     | Ligue 1               | 6           | 0           | -               | -               | -                 | -                 | 1        | 0        | 7     | 0     |
| Sous-total            | Sous-total            | Sous-total            | 37          | 6           | 1               | 0               | -                 | -                 | 6        | 0        | 44    | 6     |
| 2011-2012             | Le Havre AC           | Ligue 2               | 17          | 2           | 3               | 0               | -                 | -                 | -        | -        | 20    | 2     |
| Sous-total            | Sous-total            | Sous-total            | 17          | 2           | 3               | 0               | -                 | -                 | -        | -        | 20    | 2     |
| 2012-2013             | AS Nancy-Lorraine     | Ligue 1               | 22          | 2           | 3               | 3               | -                 | -                 | -        | -        | 25    | 5     |
| Sous-total            | Sous-total            | Sous-total            | 22          | 2           | 3               | 3               | -                 | -                 | -        | -        | 25    | 5     |
| Total sur la carrière | Total sur la carrière | Total sur la carrière | 267         | 87          | 12              | 21              | 1                 | 1                 | 9        | 0        | 289   | 109   |

## Palmarès

### Distinctions personnelles
- Meilleur joueur du championnat de Ligue 2 en 2009
- Membre de l'équipe type UNFP de Ligue 2 pour la saison 2008-2009